# Български емигрантски общности
Български емигрантски общности се намират в около 70 страни на земното кълбо.

## Разпределение по страни
Официално българската държава поддържа контакт със сънародниците си в чужбина чрез Агенция за българите в чужбина.
По данни на МВнР от 2010 г. разпространени неофициално в НС по време на работата върху Изборния кодекс, броят на българските граждани живеещи в чужбина е над един милион (без Турция). Броят на българските граждани в чужбина по преценка на дипломатическите ни представителства за 2011 г. е над 2 милиона
Български емигранти по държави (това не включва българските малцинства):
- САЩ – около 300 хиляди души от българско потекло, повечето скорошни емигранти. Около 250  хиляди български граждани. Най-много в Чикаго (50 хил.), Вашингтон, Калифорния.[1][2] На старото преброяване 2000 в САЩ 55 000 души са определили български за свой етнически произход, 28 565 души (45,34%) са отбелязали, че говорят вкъщи на български език, а 93 000 са общо тези, които са обявили български и частичен български произход, от обявилите единствено български произход най-много живеят в Калифорния – 7845, Илинойс – 6000, и Ню Йорк (щат) – 5973 (2000). За всички щати вижте списък на щатите в САЩ по брой българи - 2000 година.
- Германия – около 263 хиляди души. Най-много българи има в Северен Рейн-Вестфалия, която е гъсто населена и добре развита (60 105 души). Statistisches Bundesamt
- Испания – около 127 хиляди души. Най-много във Валенсия (27 хил. души).
- Великобритания – около 100 хиляди души. Най-много в Лондон (39 хил. души).
- Аржентина – около 80 хиляди българо-аржентинци (хипотетично натрупване от 1903 г. Не повече от 2 хил. души се самоопределят като българи в Аржентина).
- Гърция – около 76 хиляди души.
- Бразилия – около 60 хиляди българо-бразилци.
- Италия – около близо 60 хиляди души.
- Канада – около 45 [неработеща препратка] - 50  хиляди български граждани. Най-много в Торонто. Според Statistics Canada [неработеща препратка] броят на българите в Канада е най-малко 27 260.
- Франция – около 35 хиляди души. Най-много в Париж, Лион, Марсилия, Страсбург, Тулуза.
- Белгия – около 31 хиляди души.
- Русия – около 26 хиляди души.
- Нидерландия – около 22 хиляди души.
- Република Южна Африка – 20 хиляди души.
- Австралия и  Нова Зеландия – около 20 хиляди души. Най-много в Сидни (6 хил. души)(неофициално).
- Австрия – около 18 хиляди души. Най-много във Виена.
- Дания – около 10 хиляди души.
- Швеция – около 9500 души.
- Чехия – около 9 хиляди души.
- Норвегия – близо 7 хиляди души.
- Португалия – около 7 хиляди души.
- Обединени арабски емирства – около 5 хиляди души.
- Унгария – около 5 хиляди души.
- Ирландия – около 3 хиляди души.
- Швейцария – около 3 хиляди души.
- Финландия – около 2,4 хиляди души.
- Казахстан – около 2 хиляди души.
- Люксембург – малко над 1000 души.
- Израел – около 1000 души.
- Полша – около 1000 души.
- Словакия – около 1000 души.
- Беларус – 672 души.
- Катар – 500 души.
- Хърватия – 350 души
- Литва,  Латвия и  Естония– около 400 души общо
- Турция – Българската православна общност наброява около 500 души. Допълнителни 300 000 български граждани (повечето от турски произход) емигранти и техни потомци живеят в Турция, тъй като те са емигрирали през 20-те години на миналия век и заемат цели села и населения от градове се спрягат по-често за малцинство, отколкото за емигрантска общност. По общоприети оценки броят на българските граждани в Турция е около 450 000.

## Български малцинства
- Украйна – след като завладява днешна южна Украйна в края на XVIII век, Руската империя изселва местното мюсюлманско население и заселва на негово място християни, сред които и много българи, най-често привличани по време на Руско-турските войни. Днес техните потомци в страната са около 200 хиляди души.
- Сърбия
- Молдова – след като завладява южна Бесарабия в началото на XIX век, Руската империя изселва местното мюсюлманско население и заселва на негово място християни, сред които и много българи, най-често привличани по време на Руско-турските войни. В Молдова живеят около 70 хиляди етнически българи (по данни за 2011 г.) които съхраняват успешно своята култура език и традиции.
- Чехия
- Румъния
- Унгария
- Албания
- Гърция

### Общи
- Родени в България – www.rodenivbg.com – сайт за взаимопомощ между българите в чужбина, изразяваща се в безплатна обмяна на съвети и информация.
- България Напред-Назад.ком – Къде, кога и какво се случва с българската култура по света? Каталог и карта с позиционирани български училища, църкви, посолства и организации. Абонамент за дъжава и град.
- Българската Улица по Света – www.bgstreet.net – Българската Улица по Света www.bgstreet.net. Намерете българи близо до вас[неработеща препратка].
- Далече – Порталът за българите далече от родината.
- Работа за българите в Германия, Великобритания и други страни.
- иде.ли – Уеб портал за българите по света. Информация и новини за различни страни, публикации за живота на българите там, снимки, форум за дискусии.
- Емигрант-БГ – Новинарският сайт свързани с българи по света, създаден по поръчка на фондацията NL-BG.COM и изпълнен от интернетната компания Barrydoor, Амстердам.
- Заедно – Българското общество на Стария континент с посетители от Германия, Австрия, Бенелюкс, Скандинавия, Франция, Швейцария и други европейски страни.
- EspaBg – Българи в Испания. Безплатна информация.
- БългаранЪ - магазина на българите зад граница предлагащ над 45,000 продукта сред тях български книги, дрехи, козметика и сувенири.